# Colégio Nossa Senhora das Dores (Nova Friburgo)

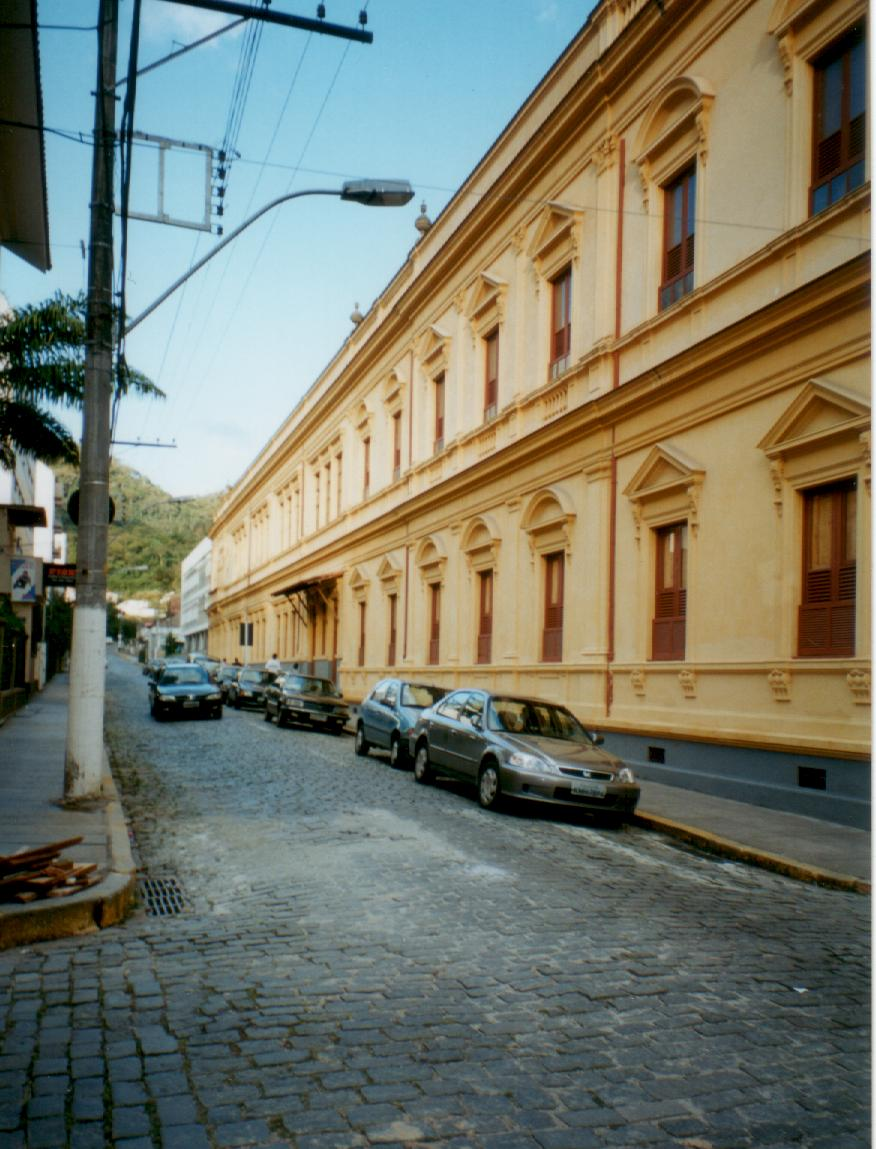
Colégio Nossa Senhora das Dores (Nova Friburgo) - RJ

Colégio Nossa Senhora das Dores é uma tradicional escola particular de Nova Friburgo, no estado do Rio de Janeiro. Fundada em 1893, é a segunda escola mais antiga do município, ficando atrás apenas do  Colégio Anchieta, fundado em 1886.

## História
As Irmãs de Santa Dorotéia chegaram a Nova Friburgo no rigor do inverno de 1893, com a alegria nova e o ânimo novo de quem inicia um caminho e inaugura uma missão. A ideia de criar uma escola surge por sugestão do Padre Yabar, reitor do  Colégio Anchieta, visando suprir a carência na formação de moças (o  Colégio Anchieta era uma instituição educacional apenas para garotos). Vinham de Recife com o firme propósito de fundar aqui uma escola. Alojaram-se numa casa alugada na praça hoje denominada Getúlio Vargas. Em 10 de Julho de 1893, tendo já sido redigido o programa do colégio , começaram a chegar as primeiras alunas. Desde o início o colégio funcionou como internato e externato e era exclusivamente feminino e católico.
O projeto das irmãs fundadoras foi aos poucos conquistando o povo friburguense e as populações dos municípios vizinhos. O número de alunas cresceu rapidamente e, em agosto de 1897, o colégio transferiu-se para um imóvel maior - antigo Hotel Central - que foi sendo ampliado e remodelado para responder aos desafios dos tempos em mudança. 
Neste mesmo local, ampliado em 1936 e enriquecido em 1966 com um novo prédio, o colégio funciona até hoje, atendendo a crianças e jovens nos segmentos de Educação Infantil, Ensino Fundamental e Ensino Médio.